# 本亚明·韦斯
本亚明·韦斯（德語：Benjamin Weß，1985年7月28日—），德国男子曲棍球运动员。他曾代表德国参加2008年和2012年夏季奥林匹克运动会曲棍球比赛，获得二枚金牌。

## 家庭
哥哥蒂莫·韦斯。